# Napeanthus andinus
Napeanthus andinus är en tvåhjärtbladig växtart som beskrevs av Henry Hurd Rusby och John Donnell Smith. Napeanthus andinus ingår i släktet Napeanthus och familjen Gesneriaceae. Inga underarter finns listade i Catalogue of Life.